# Црна Гора (1918—1922)
Покрајина Црна Гора била је привремена покрајина у Краљевини Срба, Хрвата и Словенаца. Постојала је у раздобљу од југословенског уједињења крајем 1918. године до спровођења нове територијалне организације, која је отпочела 1922. године. Укидање привремених покрајина и увођење области као нових управних јединица било је предвиђено Видовданским уставом из 1921. године и одговарајућим прописима, који су донети 1922. године, након чега су уставне одредбе спроведене у пракси.

## Историја
Одлуком Подгоричке скупштине од 28. новембра 1918. године изабран је Извршни народни одбор, који је имао улогу привремене владе на подручју Црне Горе. Одбор су чинили: Стево Вукотић, Спасоје Пилетић, Лазар Дамјановић, Ристо Јојић и предсједник Марко Даковић. Априла 1919. године власт у покрајини је преузео краљевски повјереник Иво Павићевић. Реорганизација управе је извршена након доношења Уредбе о подјели земље на области из 1922. године, којом је било прописано стварање нове Зетске области, са ширим просторним опсегом.

## Административна подела

### Окрузи
- Андријевички,
- Барски,
- Колашински,
- Никшићки,
- Подгорички и
- Цетињски.

### Окружни начелници
- Љубомир Гломазић окружни начелник на Цетињу 1918.
- Ристо Вујачић окружни начелник у Бару 1918.
- Мујо Л. Сочица окружни начелник у Никшићу 1918.